# Ottone I di Vermandois
Ottone I di Vermandois (979 circa – 25 maggio 1045) fu conte di Vermandois dal 15 luglio 1010 fino alla sua morte.

## Origine
Ottone, secondo il documento n°16 datato 980 delle Chartes de l'abbaye de Montierender, era figlio del conte di Vermandois Erberto III e secondo il documento n° 30 del The cartulary and charters of Notre-Dame of Homblières era figlio di Ermengarda, che secondo la Chronique de Saint-Bénigne era la figlia del conte Renard de Bar-sur-Seine.
Erberto III di Vermandois, come risulta dall'elenco dei membri della casa di Vermandois che si trova nella cattedrale di Parigi, riportato dall Obituaires de Sens Tome I.2, Erberto fu il figlio primogenito del conte di Vermandois e signore di San Quintino, Alberto o Adalberto I, e della moglie, Gerberga di Lorena (nell'ordine "Albertus comes, Girberga comitissa, Harbertus, Otto, Lewultus, ecc.) (935- dopo il 7 settembre 978), figlia di Gilberto di Lotaringia e di Gerberga di Sassonia, che, in seconde nozze, aveva sposato il re dei Franchi occidentali, Luigi IV d'Oltremare.

## Biografia
Di suo padre Eriberto III non si conosce la data esatta della morte; avvenne intorno all'anno 1000, e suo fratello, Alberto, figlio primogenito, gli succedette come conte di Vermandois, Alberto II; infatti le Gesta Episcoporum Cameracensium lo ricordano con il titolo di conte e ci confermano che era fratello di Ottone (Alberto Vermandensi comiti, fratri Ottonis).
Secondo lo storico Glocker, nel suo Die Verwandten der Ottonen und ihre Bedeutung in der Politik. Studien zur Familienpolitik und zur Genealogie der sächsischen Kaiserhauses (Köln, Vienna, 1989) (non consultato), suo fratello Alberto abdicò il 15 luglio 1110 in favore di Ottone, che divenne Ottone I.
Di Ottone si hanno scarse notizie: dal documento n°30 del The cartulary and charters of Notre-Dame of Homblières si viene a conoscenza che Ottone, con la madre Ermengarda, avevano acquistato un terreno nel paese di Bernot, e che prima Ermengarda e poi Ottone, prima di morire, avevano donato ai monaci dell'abbazia la loro parte di proprietà. Il figlio, Erberto, nel 1145 confermò la donazione alla morte del padre.
La data della morte di Ottone (Ob....Otto comes) , avvenuta il 25 maggio (VIII Kal Junii), ci viene confermata dal Obituaires de Sens Tome I.1, Abbaye de Saint-Denis.
Gli succedette il figlio primogenito, Erberto.

## Matrimonio e discendenza
Ottone I aveva sposato Pavia, i cui ascendenti erano sconosciuti, che era nata nel 990 circa, e che morì dopo il 1045.
Ottone da Pavia ebbe almeno due figli:
- Erberto (1032 † 1080), Conte di Vermandois[2]
- Oddone (dopo 1032 † dopo 1076), che controfirmò come Oddone fratello del conte (Odonis fratris comitis) due documenti del fratello del Regestum veterum charta, datati 1076[10], che, forse fu capostipite dei signori di Ham.

## Ascendenza
|                             |   |                            | Genitori                |  |  | Nonni |  |  | Bisnonni                 |  |  | Trisnonni               |  |
|                             |   |                            |                         |  |  |       |  |  | Erberto II di Vermandois |  |  | Erberto I di Vermandois |  |
|                             |   |                            |                         |  |  |       |  |  | Erberto II di Vermandois |  |  | Erberto I di Vermandois |  |
|                             |   | Liutgarda/Berta de Morvois |                         |  |  |       |  |  | Erberto II di Vermandois |  |  |                         |  |
| Alberto I di Vermandois     |   |                            |                         |  |  |       |  |  | Erberto II di Vermandois |  |  |                         |  |
|                             |   | Adele di Neustria          | Roberto I di Francia    |  |  |       |  |  |                          |  |  |                         |  |
|                             |   | Adele di Neustria          | Roberto I di Francia    |  |  |       |  |  |                          |  |  |                         |  |
|                             |   | Adele di Neustria          | Adele del Maine         |  |  |       |  |  |                          |  |  |                         |  |
| Erberto III di Vermandois   |   | Adele di Neustria          |                         |  |  |       |  |  |                          |  |  |                         |  |
|                             |   | Gilberto di Lotaringia     | Reginardo di Lotaringia |  |  |       |  |  |                          |  |  |                         |  |
|                             |   | Gilberto di Lotaringia     | Reginardo di Lotaringia |  |  |       |  |  |                          |  |  |                         |  |
|                             |   | Gilberto di Lotaringia     | Hersenda/Alberada       |  |  |       |  |  |                          |  |  |                         |  |
| Gerberga di Lorena          |   | Gilberto di Lotaringia     |                         |  |  |       |  |  |                          |  |  |                         |  |
|                             |   | Gerberga di Sassonia       | Enrico I di Sassonia    |  |  |       |  |  |                          |  |  |                         |  |
|                             |   | Gerberga di Sassonia       | Enrico I di Sassonia    |  |  |       |  |  |                          |  |  |                         |  |
|                             |   | Gerberga di Sassonia       | Matilde di Ringelheim   |  |  |       |  |  |                          |  |  |                         |  |
| Ottone I di Vermandois      |   | Gerberga di Sassonia       |                         |  |  |       |  |  |                          |  |  |                         |  |
|                             | … | …                          |                         |  |  |       |  |  |                          |  |  |                         |  |
|                             | … | …                          |                         |  |  |       |  |  |                          |  |  |                         |  |
|                             | … | …                          |                         |  |  |       |  |  |                          |  |  |                         |  |
| Renard de Bar-sur-Seine     | … |                            |                         |  |  |       |  |  |                          |  |  |                         |  |
|                             |   | …                          | …                       |  |  |       |  |  |                          |  |  |                         |  |
|                             |   | …                          | …                       |  |  |       |  |  |                          |  |  |                         |  |
|                             |   | …                          | …                       |  |  |       |  |  |                          |  |  |                         |  |
| Ermengarde de Bar-sur-Seine |   | …                          |                         |  |  |       |  |  |                          |  |  |                         |  |
|                             |   | …                          | …                       |  |  |       |  |  |                          |  |  |                         |  |
|                             |   | …                          | …                       |  |  |       |  |  |                          |  |  |                         |  |
|                             |   | …                          | …                       |  |  |       |  |  |                          |  |  |                         |  |
| …                           |   | …                          |                         |  |  |       |  |  |                          |  |  |                         |  |
|                             |   | …                          | …                       |  |  |       |  |  |                          |  |  |                         |  |
|                             |   | …                          | …                       |  |  |       |  |  |                          |  |  |                         |  |
|                             |   | …                          | …                       |  |  |       |  |  |                          |  |  |                         |  |
|                             |   | …                          |                         |  |  |       |  |  |                          |  |  |                         |  |

### Fonti primarie
- (LA)  Monumenta Germaniae Historica, Scriptores, tomus VII.
- (LA)  Obituaires de la province de Sens. Tome 1,Partie 2.
- (LA)  Obituaires de la province de Sens. Tome 1,Partie 1.
- (LA)  Chronique de Saint-Bénigne.
- (LA)  Collection des principaux cartulaires du diocèse de Troyes, Chartes de l'abbaye de Montierender.
- (LA)  The cartulary and charters of Notre-Dame of Homblières.
- (LA)  Augusta Viromanduorum vindicata et illustrata (Regestum veterum charta).

### Letteratura storiografica
- Louis Halphen, Francia: gli ultimi Carolingi e l'ascesa di Ugo Capeto (888-987), in «Storia del mondo medievale», vol. II, 1999, pp. 636–661
- Christian Settipani, La Préhistoire des Capétiens (Nouvelle histoire généalogique de l'auguste maison de France, vol. 1), éd. Patrick van Kerrebrouck, 1993